# Calocchia
La calocchia è un lungo bastone utilizzato in agricoltura per sorreggere le viti o i pergolati.
Utilizzato inoltre per creazione di recinti, e per battere gli alberi da frutto. Il termine è usato prevalentemente in Toscana.
La calocchia è anche una parte del correggiato, strumento utilizzato per battere il grano sull'aia. In particolare, è il bastone più corto, unito al manfanile tramite una correggia.
In toscana, nella costruzione di cesti in legno di castagno, durante la fase della ritondatura, la calocchia è il cerchio formato con un ramo di castagno piegato in forma circolare, intorno al quale vengono chiusi gli intrecci terminali.